# Rezerwat przyrody Stary Czapliniec
Rezerwat przyrody „Stary Czapliniec” (do 2017 roku „Czapliniec”) – rezerwat leśny położony na terenie Mazurskiego Parku Krajobrazowego, w pobliżu jeziora Śniardwy, w gminie Mikołajki. Utworzony został w 1947 roku jako rezerwat faunistyczny w celu ochrony czapli siwej. Obecnie, po przemieszczeniu kolonii czapli, rezerwat chroni 200-letni drzewostan sosnowy, w którym gnieżdżą się ptaki drapieżne. Za cel ochrony rezerwatu podaje się „ochronę procesów ekologicznych w ekosystemach leśnych”.
Rezerwat zajmuje powierzchnię 16,24 ha (wcześniej podawano 17,1 ha). Obejmuje część boru sosnowego i zubożonego grądu z dorodnymi 160-letnimi sosnami, z domieszką świerka i dębu. W dnie lasu odnawiają się grab, dąb i lipa, co świadczy o zasobnym siedlisku. W runie występuje wiele gatunków typowych dla lasów mieszanych, takich jak: kokoryczka wielokwiatowa, turzyca palczasta, konwalia majowa, przetacznik leśny, pajęcznica gałęziasta i inne. Przydrożne wąwozy porośnięte są ciepłolubnymi dąbrowami i okrajkami, jak np.: ciemiężyk białokwiatowy, czyścica storzyszek, kokoryczka wonna, koniczyna dwukłosowa czy smółka pospolita.
W rezerwacie gniazdują kormorany, a w jego pobliżu – bielik. Obserwowano tu także orła przedniego, krogulca i jastrzębia.
Na terenie rezerwatu obowiązują zasady ograniczonego poruszania się.